# Neuheim (Szwajcaria)
Neuheim – miejscowość i gmina (Politische Gemeinde) w środkowej Szwajcarii, w kantonie Zug. Leży nad rzekami Lorze i Sihl.

## Demografia
W Neuheimie mieszka 2340 osób. W 2021 roku 25,9% populacji gminy stanowiły osoby urodzone poza Szwajcarią.

## Transport
Przez teren gminy przebiegają drogi główne nr 4 i nr 338.